# کلمبوس (نیوجرسی)
کلمبوس (به انگلیسی: Columbus) یک منطقهٔ مسکونی در ایالات متحده آمریکا است که در منسفیلد، نیوجرسی واقع شده‌است. کلمبوس ۸٬۷۸۳ نفر جمعیت دارد و ۲۴٫۹۹ متر بالاتر از سطح دریا واقع شده‌است.